# Alfonso Fernández Pecha
Alfonso Fernández Pecha o Alfonso de Guadalajara (Guadalajara, 1330-Roma, 19 de agosto de 1389) fue un religioso castellano de ascendencia italiana. Fue Obispo de Jaén.

## Biografía
Hijo de Fernán Rodríguez Pecha, de familia originaria de Siena, camarero mayor del rey Alfonso XI, y de Elvira Martínez, camarera mayor de la 2.ª esposa del rey María de Portugal; y hermano de Pedro Fernández Pecha, tesorero de Alfonso XI y según algunos también de Pedro I, fundador con Fernando Yáñez Figueroa de la Orden de los Jerónimos, aprobada por Gregorio XI que les concede por la  bula Sane petitio, por la que les otorgaba la regla de San Agustín.
Esa influencia de los padres y hermano, tanto en la Corte como con el papado de Aviñón, le valieron a Alfonso que fuese proveído para ocupar la diócesis de Jaén siendo aún muy joven. El 5 de octubre de 1359 Inocencio VI trasladó a la diócesis de Sigüenza a Juan Lucronio obispo de Jaén. Pero a Alfonso le faltaban unos meses para cumplir la edad requerida, tiempo que se demoró el nombramiento, y mientras tanto el cabildo de Jaén eligió a un nuevo obispo, Andrés, así cuando por fin llegó el nombramiento, Andrés ya llevaba varios meses de obispo. A pesar de la dualidad de obispos, Alfonso no ejerció hasta una vez fallecido su predecesor.
Durante el año y medio que ocupó la diócesis, su actividad fue muy intensa, e incluso a primeros de 1368 convocó el I Sínodo Diocesano de Jaén. Pero en 1368 renunció a su cargo y abandonó la diócesis para unirse con su hermano en su retiro.

## Viaje a Aviñón y Roma
En 1370 abandonó Castilla para conocer a Brigida de Suecia, de la que se convirtió en confesor y redactor último de las Revelaciones de la santa, con la que peregrinó a los lugares santos de Jerusalén. En Aviñón, donde estaba establecido el papado, jugó un papel importante en el traslado de la Santa Sede a Roma. Convenció a Catalina de Siena para el cambio. La amistad que le unió con Gregorio XI y su intervención fue clave para la fundación de la Orden de los Jerónimos, gracias a la autoridad que gozaba en la sede pontificia. Las relaciones que mantenía con los monjes del Santo Sepulcro de Florencia, que enviaron las normas básicas para ordenar la naciente regla jeronimiana.